# 王之仁
王之仁（？—1646年），明朝北直隶保定府（今河北省）人，號九如，明末抗清人物之一，封興國公。
南明弘光監國時，以備倭將軍，出鎮定海總兵。與方國安為南明兩大主力，跋扈異常。竟有分餉、分地之議。1646年（順治三年）農曆六月清軍渡錢塘江，方國安擁兵十萬不戰而潰，清軍迅速平定浙東。朱大典、孫嘉績等戰死。方國安、阮大鋮等降清。
明軍在浙東戰敗後，將家眷帶入船上，沉海自殺。自己則穿著蟒袍，乘大轎前往敵營，被清兵所押。王之仁笑道：「又沒有人派我過來，我希望死得光明正大，抓我有何用？」。遂談笑從容，出入自若，衣冠不剃，做絕命詩二首。清軍殺王之仁於南都大中橋，跟隨的八人全部犧牲。時人以大中橋改為「大忠橋」。
一說他把全家老小溺死後，在松江登陸，入見洪承疇，稱：「之仁是前朝的大帥，不願意暗中自溺；願意親來求見，光明正大求死」。承疇以禮相待，命他剃髮，不從。八月二十四日處死，死前痛罵承疇：「以前崇禎皇帝設三壇祭拜你，跟祭拜一隻狗一樣！」。

## 詩作
絕命詩二首：
- 其一

黃沙白浪起狂飆，力盡錢塘誌未消。
半世功名垂馬革，全家骨肉付江潮。
詩題四壁生如在，大笑秋空死亦驕。
三百年來文字重，只今惟有霍驃姚。
- 其二

通濟橋邊獨步時，國門驚見漢宮儀。
欲將須發還千古，拚取頭顱擲九逵。
死後只應存劍鋏，世間終是有男兒。
瓣香拈起寒霜勁，白日含愁不敢悲。